# Guadeloupe-i labdarúgó-szövetség
A Guadeloupe-i labdarúgó-szövetség (franciául: Ligue Guadeloupéenne de Football) Guadeloupe nemzeti labdarúgó-szövetsége. 1961-ben alapították. A szövetség szervezi a guadeloupe-i labdarúgó-bajnokságot, működteti a guadeloupe-i labdarúgó-válogatottat.